# 大昌集團
大昌集團有限公司（Tai Cheung Holdings Limited，港交所：88）是一家在香港交易所上市的地產公司，主要從事地產發展及投資業務，公司於1992年於香港交易所上市。公司於美國和香港兩地均有發展項目。另外，該公司持有香港喜來登酒店35%的權益。公司註冊地為百慕達。
大昌集團现任主席为陳斌，他及其妹陳秀清也是主要持股人。陳秀清是胡關李羅律師行合伙人，也是大昌集團的法律顧問。

## 歷史
- 1956年，創辦人陳德泰成立大昌集團建築公司。
- 其後，1972年正式以大昌地產有限公司在港上市。同年，又與太古地產合組「太古昌發展」及上市[1]，惟該公司於五年後被太古地產私有化[2]。
- 1990年，集團重組，大昌集團有限公司成為控股公司，於香港聯合交易所上市。

## 旗下發展物業

#### 住宅
- 淺水灣108
- 山頂賓吉道3號
- 半山慧林閣
- 西營盤昌寧大廈
- 灣仔杜智臺
- 北角慧雅閣
- 赤柱環角道33號
- 紅磡德民大廈
- 長沙灣聯邦閣
- 荃灣荃德花園
- 元朗永興大廈
- 元朗大興大廈
- 屯門凱德花園
- 屯門康德花園
- 屯門南浪海灣
- 屯門慧景閣
- 大角咀大同新邨
- 大角咀中字樓住宅樓宇
- 尖沙咀美麗都大廈
- 土瓜灣馬頭圍大廈
- 土瓜灣美善同大廈
- 馬頭角十三街唐樓住宅
- 北角皇都戲院大廈
- 北角皇冠大廈
- 紅磡聯盛大廈
- 紅磡黃埔新邨
- 長沙灣兼善里唐樓住宅

#### 商业
- 筲箕灣東匯廣場
- 黃竹坑南匯廣場
- 尖東康宏廣場
- 紅磡半島廣場
- 太子利美大厦
- 沙田都會廣場
- 石門新都廣場
- 屯門中央廣場
- 屯門栢麗廣場

#### 工业
- 鰂魚涌東港中心
- 鰂魚涌華蘭中心
- 土瓜灣飛達工商業中心
- 新蒲崗萬昌中心
- 荔枝角順昌工業大廈
- 觀塘榮昌工業大廈
- 火炭裕昌中心
- 火炭富昌中心
- 屯門偉昌工業中心
- 屯門宏昌工業大廈
- 屯門鴻昌工業中心

#### 酒店
- 香港喜來登酒店35%

## 另見
- 地產五虎將

## 外部連結
- 大昌集團有限公司（页面存档备份，存于）

1. ↑  . 太古昌發展有限公司 (报告). 1974-03-12: 4.
2. ↑  . 太古地產 (报告). 1978-04-06: 8.